# Badrud
Badrud (persisch بادرود; auch Bādrūd und Bād Rūd; auch nach seinem ältesten Ortsteil als Bād bekannt) ist eine Kleinstadt im Iran und Verwaltungssitz des Landkreises Emamzadeh in der Provinz Isfahan.  

## Geschichte
Bād wurde 1969 als großes Dorf mit 4500 Bewohnern beschrieben, die ihr Trinkwasser aus 6 km Entfernung holen mussten und ihre Felder durch Qanate bewässerten. Neben Landwirtschaft wurden im Ort damals 1000 Teppichwebstühle betrieben.
In der Umgebung wird traditionell ein eigener iranischer Dialekt gesprochen, das Bādrūdi.

## Verkehr
Durch Anschluss an die Bahnstrecke Qom–Zahedan, der südlichen Ost-West-Eisenbahnverbindung des Iran, an das Straßen- und Elektrizitätsnetz, hat der Ort eine erhebliche Entwicklung vollzogen. Durch den Anschluss der Bahnstrecke (Teheran)–Badrud–Isfahan–Schiras wurde der Bahnhof Badrud zu einem Eisenbahnknoten.